# Foudia sechellarum
El fodi de Seychelles (Foudia sechellarum) es una especie de ave paseriforme de la familia Ploceidae endémica de las islas Seychelles.

## Distribución y estado de conservación
Es un pájaro cantor pequeño, de unos 12-13 cm, y amarillento que vive en las islas de Aride (reintroducida), Cousin, Cousine y Fregate e introducida en Arros y desde 2004 en Denis, todas ellas en Seychelles. Comparte el mismo hábitat en las islas Seychelles con especies introducidas relacionadas, como el fodi rojo (Foudia madagascariensis).
La UICN ha cambiado recientemente el estado del ave de "especie en peligro de extinción" a "especie casi amenazada" debido a los esfuerzos exitosos de conservación de la naturaleza de Seychelles. Se estima que en la actualidad hay aproximadamente 3500 fodis de Seychelles.